# Hinano Nagura
Pas d'image ? Cliquez ici

b Matchs officiels uniquement.
Hinano Nagura (名倉 ひなの, Nagura Hinano) est une joueuse internationale de rugby à XV japonaise née le 22 mars 1997, évoluant au poste d'ailier.

## Biographie
Hinano Nagura naît le 22 mars 1997. En 2022 elle joue pour le club des Yokogawa Musashino Atlastars (en) de Tokyo. Elle a déjà 11 sélections en équipe nationale quand elle est retenue en septembre 2022 pour disputer sous les couleurs de son pays la Coupe du monde de rugby à XV en Nouvelle-Zélande.